# Palatsekonomi
Palatsekonomi var ett ekonomiskt system där en central administration (palatset) tar hand om det mesta av produkter som produceras och sedan distribuerar ut det till befolkningen. Den fungerar ungefär som ett hushåll, men i mycket större skala. Det avser vanligen ett system innan förekomsten av penningekonomi. Palatsekonomin är främst förknippad med den minoiska kulturen, men det har funnits andra kulturer med liknande system.